# Tethys (satelit)
Tethys (/'te.tis/), sau Saturn III, este un satelit de mărime medie al lui Saturn de aproximativ 1.060 kilometri (660 mi). A fost descoperit de G. D. Cassini în 1684 și poartă numele titanului Tethys din mitologia greacă.
Tethys are o densitate scăzută de 0,98 g/cm 3, cea mai mică dintre toți sateliții majori din Sistemul Solar, ceea ce indică faptul că este format din gheață cu doar o mică parte de rocă. Acest lucru este confirmat de spectroscopia suprafeței sale, care a identificat gheața ca materialul de suprafață dominant. Este prezentă și o cantitate mică de material întunecat neidentificat. Suprafața lui Tethys este foarte strălucitoare, fiind a doua cea mai strălucitoare dintre sateliții lui Saturn după Enceladus și are o culoare neutră.
Tethys este puternic craterizat și tăiat de o serie de falii mari/ grabene. Cel mai mare crater, Odysseus, are aproximativ 400 km în diametru, în timp ce cel mai mare graben, Ithaca Chasma, are aproximativ 100 km lățime și peste 2000 km lungime. Aceste cele mai mari două forme de relief pot fi înrudite. O mică parte a suprafeței este acoperită de câmpii netede care pot fi de origine criovulcanică. Ca toți ceilalți sateliți obișnuiți ale lui Saturn, Tethys s-a format din sub-nebuloasa Saturniană - un disc de gaz și praf care l-a înconjurat pe Saturn la scurt timp după formarea sa.
Tethys a fost vizitat de mai multe sonde spațiale, inclusiv Pioneer 11 (1979), Voyager 1 (1980), Voyager 2 (1981) și de mai multe ori de către Cassini între 2004 și 2017.

## Descoperire și numire
Tethys a fost descoperit de Giovanni Domenico Cassini în 1684 împreună cu Dione, un alt satelit al lui Saturn. Mai devreme, el a descoperit alți doi sateliți, Rhea și Iapetus, în 1671–72.  Cassini a observat toți acești sateliți folosind un telescop aerian mare pe care l-a instalat pe terenul Observatorului din Paris.
Cassini a numit cei patru sateliți noi Sidera Lodoicea („stelele lui Ludovic”) pentru a-l onora pe regele Ludovic al XIV-lea al Franței.  Până la sfârșitul secolului al XVII-lea, astronomii au căzut în obiceiul de a se referi la ei și la Titan ca Saturn I până la Saturn V (Tethys, Dione, Rhea, Titan, Iapetus).  Odată ce Mimas și Enceladus au fost descoperiți în 1789 de către William Herschel, schema de numerotare a fost extinsă la Saturn VII prin mutarea celor cinci sateliți mai vechi două locuri mai sus. Descoperirea lui Hyperion în 1848 a schimbat numerele pentru ultima oară, ridicându-l pe Iapetus până la Saturn VIII. De atunci înainte, schema de numerotare a rămas fixă.
Numele moderne ale tuturor celor șapte sateliți ai lui Saturn provin de la John Herschel (fiul lui William Herschel, descoperitorul lui Mimas și Enceladus).  În publicația sa din 1847, Results of Astronomical Observations made at the Cape of Good Hope,  el a sugerat să fie folosite numele titanilor, surorile și frații lui Cronos (analogul grecesc al lui Saturn). Tethys este numit după titanul Tethys.  Este denumit și Saturn III sau S III Tethys.
Numele Tethys are o pronunție obișnuită, cu e „scurt” : /'te.tis/. Forma adjectival convențională a numelui este Tethyan.

## Orbită
Tethys orbitează în jurul lui Saturn la o distanță de aproximativ 295.000 km (aproximativ 4,4 raze ale lui Saturn) de centrul planetei. Excentricitatea sa orbitală este neglijabilă, iar înclinația sa orbitală este de aproximativ 1°. Tethys este blocat într-o rezonanță de înclinație cu Mimas; cu toate acestea, din cauza gravitației scăzute a corpurilor respective, această interacțiune nu provoacă nicio excentricitate orbitală sau încălzire mareică. 
Orbita Tethyană se află adânc în interiorul magnetosferei lui Saturn, astfel încât plasma care se corotește cu planeta lovește emisfera posterioră a satelitului. Tethys este, de asemenea, supus unui bombardament constant de către particulele energetice (electroni și ioni) prezente în magnetosferă. 
Tethys are doi sateliți coorbitali, Telesto și Calypso, care orbitează în apropierea punctelor troiene ale lui Tethys L4 (60° în față) și, respectiv, L5 (60° în spate).

## Caracteristici fizice

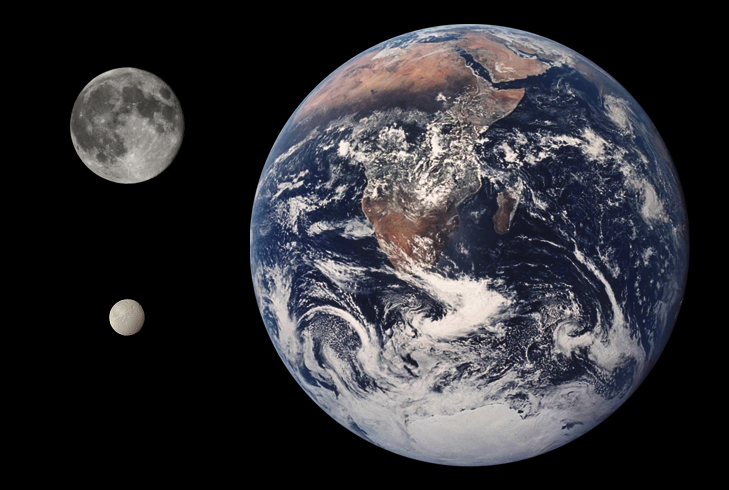
Comparația mărimior Pământului, Lunii și a lui Tethys.

Tethys este al 16-lea cel mai mare satelit din Sistemul Solar, cu o rază de 531 km.  Masa sa este de 6.17×1020 kg (0,000103 Masa Pământului),  care este mai puțin de 1% din cea a Lunii. Densitatea lui Tethys este de 0,98 g/ cm3, indicând faptul că este compus aproape în întregime din apă-gheață.  Este, de asemenea, al cincilea ca mărime dintre sateliții lui Saturn. Nu se știe dacă Tethys este diferențiat într-un nucleu de rocă și o manta de gheață. Cu toate acestea, dacă este diferențiat, raza nucleului nu depășește 145 km, iar masa sa este sub 6% din masa totală. Datorită acțiunii forțelor mareice și de rotație, Tethys are forma de elipsoid triaxial. Dimensiunile acestui elipsoid sunt în concordanță cu acesta având un interior omogen.  Existența unui ocean subteran – un strat de apă sărată lichidă în interiorul lui Tethysu – este considerată puțin probabilă. 
Suprafața lui Tethys este una dintre cele mai reflectorizante (la lungimi de undă vizuale) din Sistemul Solar, cu un albedo vizual de 1,229. Acest albedo foarte mare este rezultatul sablării particulelor din inelul E al lui Saturn, un inel slab compus din particule mici, de gheață, generate de gheizerelea polare de sud ale lui Enceladus.  Albedo-ul radar al suprafeței Tethyane este, de asemenea, foarte ridicat.  Emisfera anterioară a lui Tethys este mai strălucitoare cu 10-15% decât cea posterioară. 
Albedo-ul ridicat indică faptul că suprafața lui Tethys este compusă din gheață aproape pură, cu doar o cantitate mică de materiale mai întunecate. Spectrul vizibil al lui Tethys este plat și lipsit de caracteristici, în timp ce în benzile puternice de absorbție a gheții în infraroșu apropiat la lungimi de undă de 1,25, 1,5, 2,0 și 3,0 μm sunt vizibile.  Niciun compus altul decât gheața cristalină nu a fost identificat fără ambiguitate pe Tethys.  (Constituenții posibili includ substanțe organice, amoniac și dioxid de carbon) Materialul întunecat din gheață are aceleași proprietăți spectrale ca cele văzute pe suprafețele sateliților întunecați ai lui Saturn - Iapetus și Hyperion. Cel mai probabil candidat este fierul nanofazic sau hematitul.  Măsurătorile emisiei termice, precum și observațiile radar de la sonda Cassini arată că regolitul de gheață de pe suprafața lui Tethys este complex din punct de vedere structural  și are o porozitate mare care depășește 95%. 
|                                                                   |
| Tethys—Emisfera Posterioară—Procesare standard (11 aprilie 2015). |

|                                                                       |
| Tethys—Emisfera Posterioară—Procesare îmbunătățită (11 aprilie 2015). |

|                                                                    |
| Tethys—Emisfera Posterioară—culoare îmbunătățită (11 aprilie 2014) |

## Forme de relief

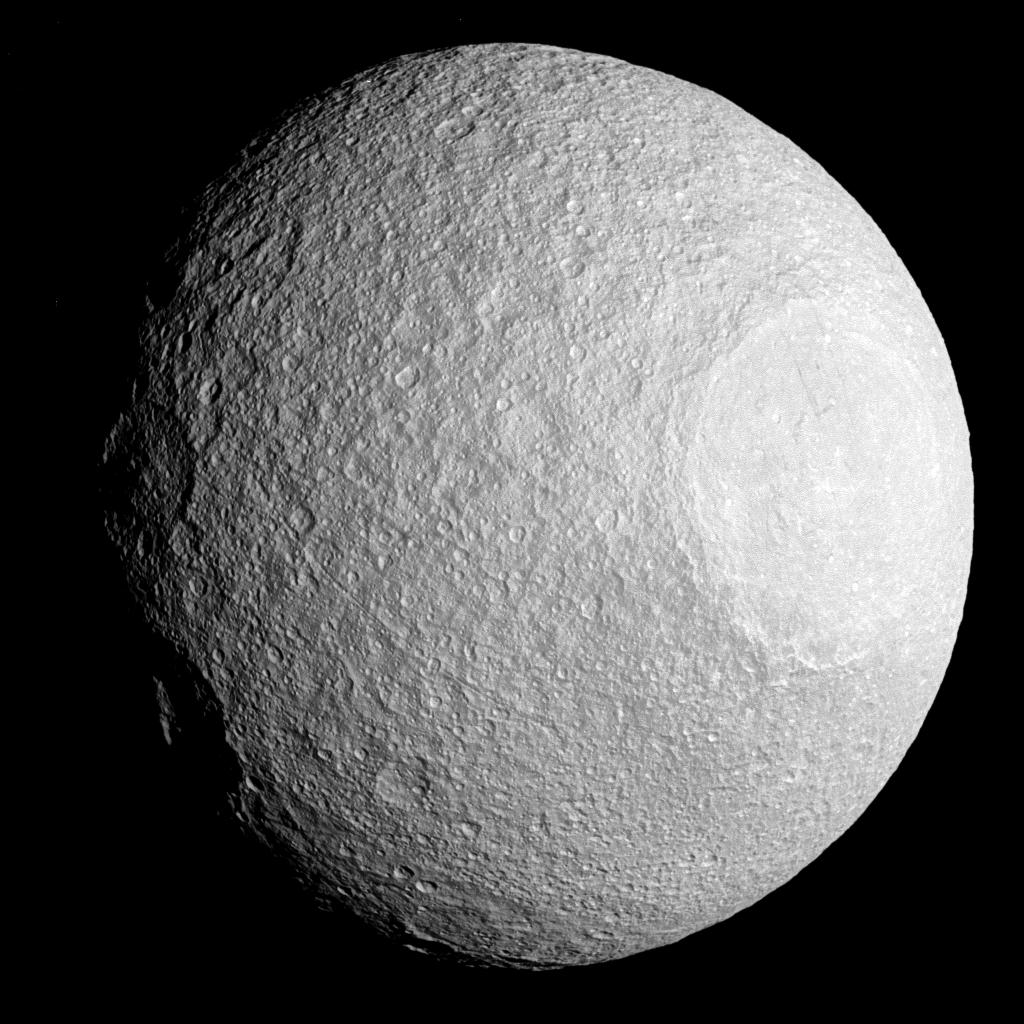
Tethys văzut de Cassini (11 aprilie 2015).

### Modele de culoare

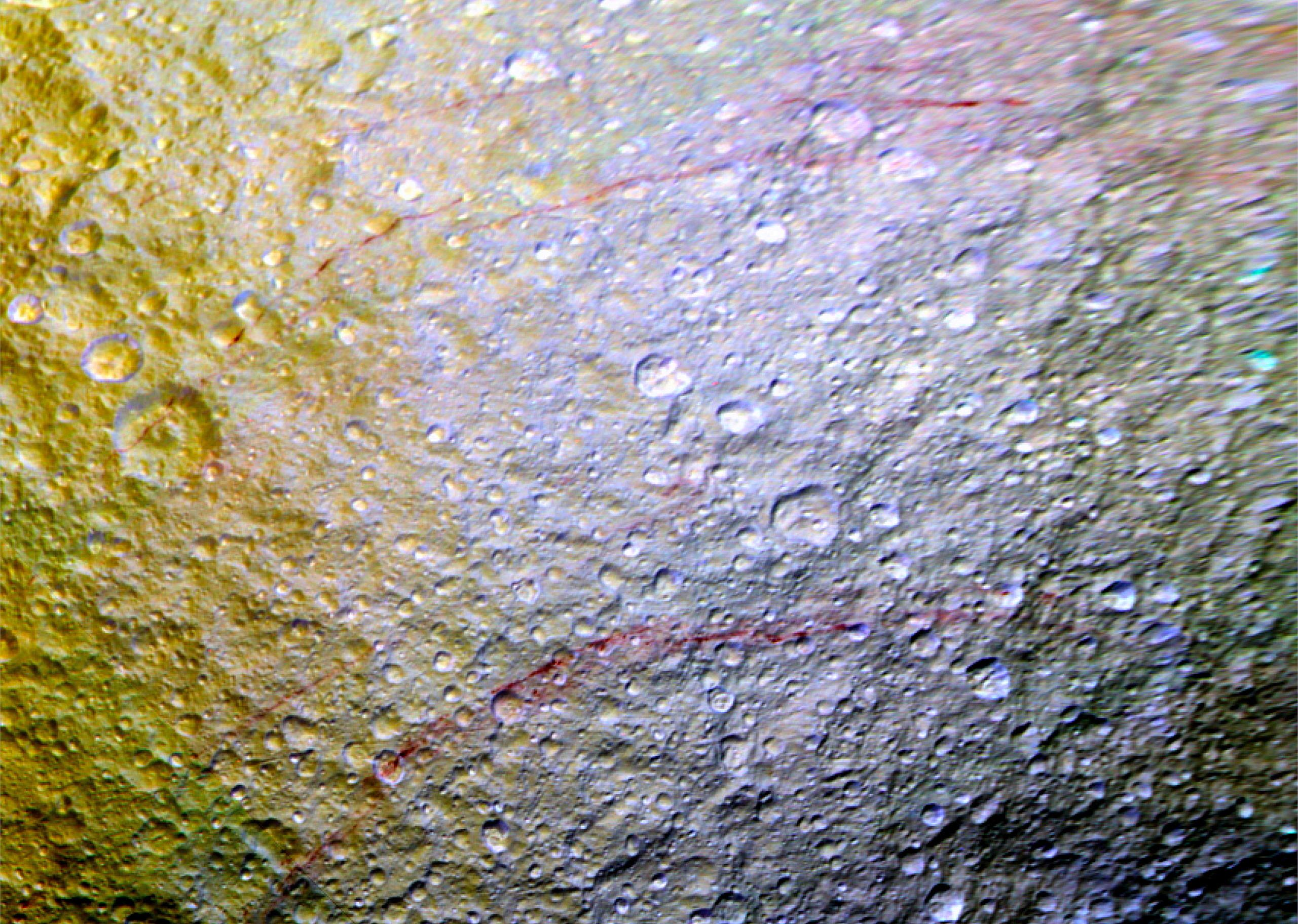
Tethys – Arce roșii (11 aprilie 2015)

Suprafața lui Tethys are o serie de forme de relief la scară mare care se disting prin culoarea lor și, uneori, prin luminozitate. Emisfera posterioară devine din ce în ce mai roșie și mai întunecată pe măsură ce se apropie anti-apexul mișcării. Această întunecare este responsabilă pentru asimetria albedo emisferică menționată mai sus.  Emisfera anterioară se înroșește, de asemenea, ușor pe măsură ce se apropie apexul mișcării, deși fără nicio întunecare vizibilă.  Un astfel de model de culoare bifurcat are ca rezultat existența unei benzi albăstrui între emisfere urmând un cerc mare care trece prin poli. Această colorare și întunecare a suprafeței Tethyene este tipică pentru sateliții saturnieni de dimensiuni medii. Originea sa poate fi legată de o depunere a particulelor de gheață strălucitoare din inelul E pe emisferele anterioare și a particulelor întunecate care provin de la sateliții exteriori pe emisferele posterioare. Întunecarea emisferelor posterioare poate fi cauzată și de impactul plasmei din magnetosfera lui Saturn, care se rotește împreună cu planeta. 
Pe emisfera anterioară a lui Tethys, observațiile navelor spațiale au descoperit o bandă albăstruie închisă care se întinde pe 20° la sud și la nord de ecuator. Banda are o formă eliptică care se îngustează pe măsură ce se apropie de emisfera posterioară. O bandă comparabilă există doar pe Mimas.  Banda este aproape sigur cauzată de influența electronilor energetici din magnetosfera Saturniană cu energii mai mari de aproximativ 1 MeV. Aceste particule se deplasează în direcția opusă rotației planetei și influențează preferințial zonele emisferei anterioare din apropierea ecuatorului.  Hărțile de temperatură ale lui Tethys obținute de Cassini au arătat că această regiune albăstruie este mai rece la amiază decât zonele înconjurătoare, dând satelitului un aspect asemănător lui „Pac-man” la lungimile de undă medii de infraroșu. 

### Geologie
Suprafața lui Tethys constă în cea mai mare parte din terenuri deluroase craterizate dominate de cratere de peste 40 km în diametru. O porțiune mai mică a suprafeței este reprezentată de câmpiile netede de pe emisfera posterioră. Există, de asemenea, o serie de forme de relief tectonice, cum ar fi chasmata și jgheaburi.

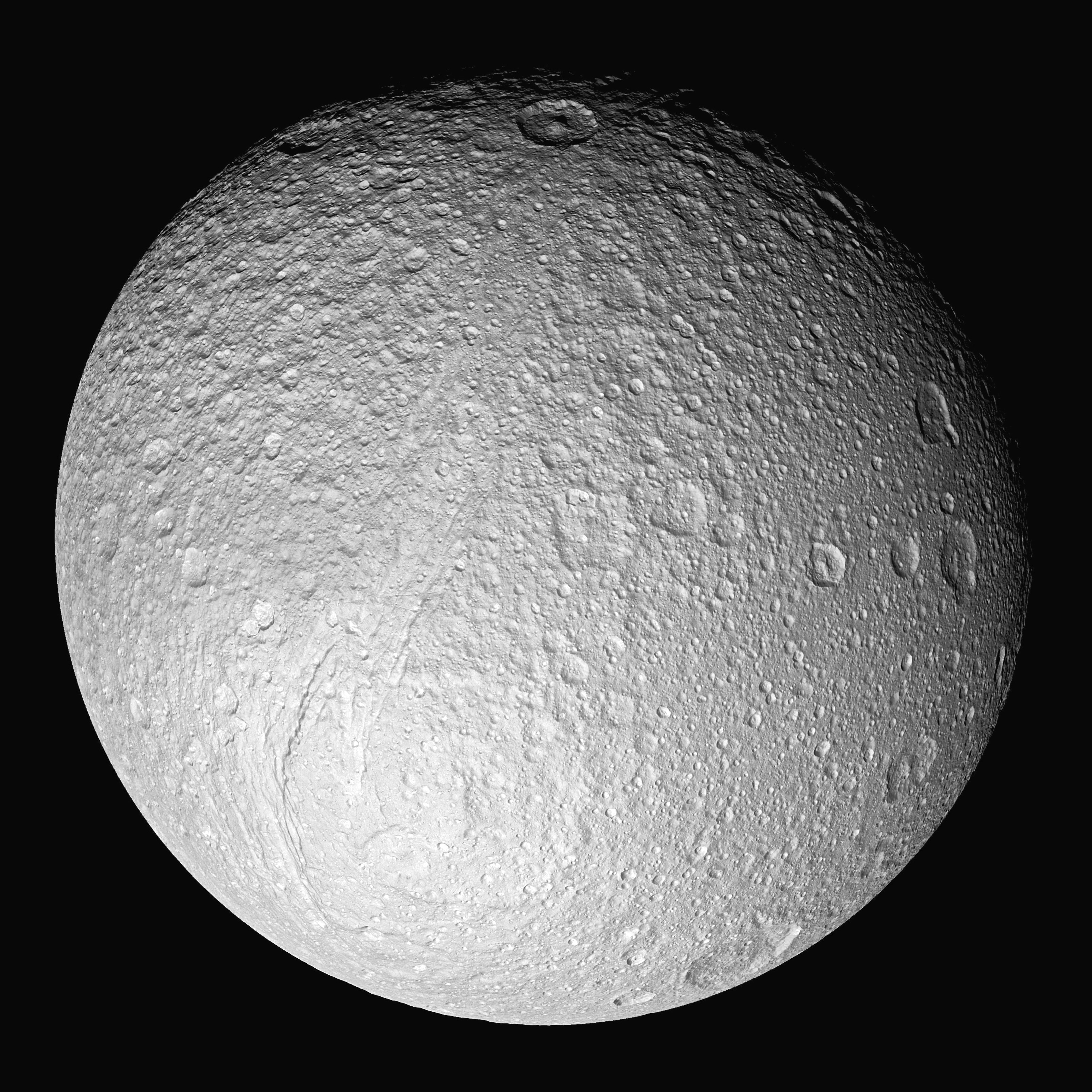
Vedere Cassini a emisferei lui Tethys orientată spre Saturn, arătând riftul gigantic Ithaca Chasma, craterul Telemachus în partea de sus și câmpiei netede în dreapta

Partea vestică a emisferei anterioare a lui Tethysului este dominată de un crater mare de impact numit Odysseus, a cărui diametru de 450 km este de aproape 2/5 din cel al lui Tethys. Craterul este acum destul de plat – mai precis, podeaua lui se conformează cu forma sferică a lui Tethys. Acest lucru se datorează cel mai probabil relaxării vâscoase a scoarței de gheață Tethyană peste timpuri geologice. Cu toate acestea, creasta marginii lui Odysseus este ridicată cu aproximativ 5 km deasupra razei medii ale satelitului. Complexul central al lui Odysseus are o groapă centrală ce are 2–4 km adâncime înconjurat de masive înălțate cu 6–9 km deasupra podelei craterului, care în sine este la aproximativ 3 km sub raza medie. 
A doua formă de relief majoră văzută pe Tethys este o vale imensă numită Ithaca Chasma, cu aproximativ 100 de km lățime și 3 km adâncime. Are mai mult de 2000 km lungime, aproximativ 3/4 din circumferința lui Tethys.  Ithaca Chasma ocupă aproximativ 10% din suprafața lui Tethys. Este aproximativ concentrică cu Odysseus - un pol al lui Ithaca Chasma se află la numai aproximativ 20° de crater. 

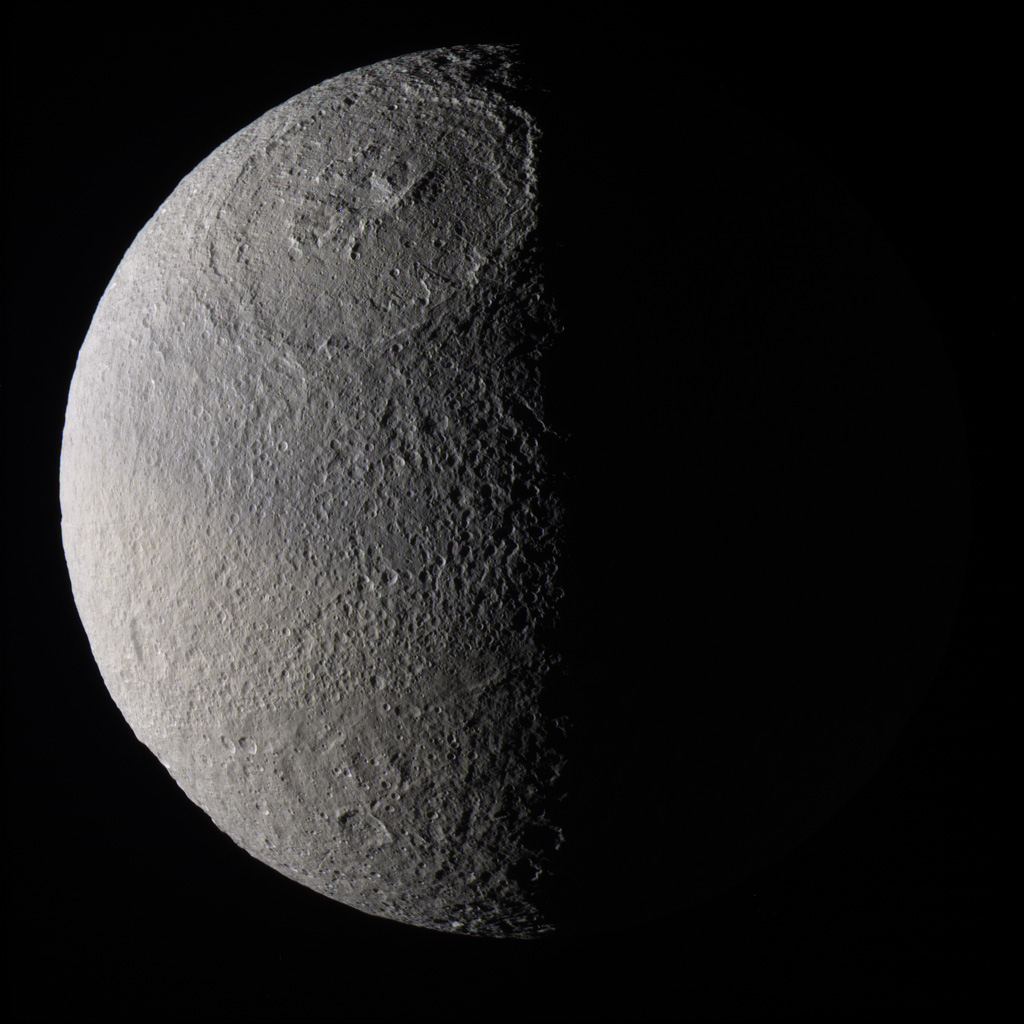
Craterul imens și puțin adânc Odysseus, cu complexul său central ridicat, Scheria Montes, se află în partea de sus a acestei imagini.

Se crede că Ithaca Chasma s-a format pe măsură ce apa lichidă internă a lui Tethys s-a solidificat, făcând ca satelitul să se extindă și să spargă suprafața pentru a găzdui volumul suplimentar din interior. Oceanul subteran poate să fi rezultat dintr-o rezonanță orbitală de 2:3 între Dione și Tethys la începutul istoriei Sistemului Solar, care a dus la excentricitatea orbitală și la încălzirea mareică a interiorului lui Tethys. Oceanul ar fi înghețat după ce sateliții au scăpat din rezonanță.  Există o altă teorie despre formarea lui Ithaca Chasma: când a avut loc impactul care a provocat marele crater Odysseus, unda de șoc a călătorit prin Tethys și a fracturat suprafața înghețată și fragilă. În acest caz, Ithaca Chasma ar fi cel mai exterior graben inel al lui Odysseus.  Cu toate acestea, determinarea vârstei bazată pe numărarea craterelor din imaginile Cassini de înaltă rezoluție a arătat că Ithaca Chasma este mai în vârstă decât Odysseus, ceea ce face ipoteza impactului puțin probabilă. 
Câmpiile netede de pe emisfera posterioară sunt aproximativ antipode față de Odysseus, deși se extind la aproximativ 60° spre nord-est de la antipodul exact. Câmpiile au o limită relativ bine defenită cu terenul craterizat din jur. Amplasarea acestei unități lângă antipodul lui Odysseus pledează pentru o legătură între crater și câmpie. Acesta din urmă poate fi rezultatul focalizării undelor seismice produse de impactul în centrul emisferei opuse. Cu toate acestea, aspectul neted al câmpiilor împreună cu granițele lor bine definite (scuturarea de la impact ar fi produs o zonă de tranziție largă) indică faptul că acestea s-au format prin intruziune endogenă, posibil de-a lungul liniilor de slăbiciune din litosfera Tethyană create de impactul lui Odysseus.  

### Cratere de impact și cronologie
Majoritatea craterelor Tethyene sunt de un tip simplu cu vârf central. Cei de peste 150 km în diametru prezintă o morfologie mai complexă cu inel de vârfuri. Doar craterul Odysseus are o depresiune centrală asemănătoare unei gropi centrale. Craterele mai vechi sunt oarecum mai puțin adânci decât cele tinere, ceea ce implică aun grad de relaxare.
Densitatea craterelor variază pe suprafața lui Tethys. Cu cât densitatea craterelo este mai mare, cu atât suprafața este mai veche. Acest lucru le permite oamenilor de știință să stabilească o cronologie relativă pentru Tethys. Terenul craterizat este cea mai veche unitate care datează probabil de la formarea Sistemului Solar acum 4.56 miliarde de ani.  Cea mai tânără unitate se află în craterul Odysseus, cu o vârstă estimată între 3,76 și 1,06 miliarde de ani, în funcție de cronologia absolută utilizată.  Ithaca Chasma este mai veche decât Odysseus. 

## Origine și evoluție
Se crede că Tethys s-a format dintr-un disc de acreție sau subnebuloasă; un disc de gaz și praf care a existat în jurul lui Saturn pentru ceva timp după formarea sa.  Temperatura scăzută la poziția lui Saturn în nebularul solar înseamnă că gheața a fost solidul primar din care s-au format toți sateliții. Alți compuși mai volatili, cum ar fi amoniacul și dioxidul de carbon, au fost probabil prezenți, deși abundența lor nu este bine restrânsă. 

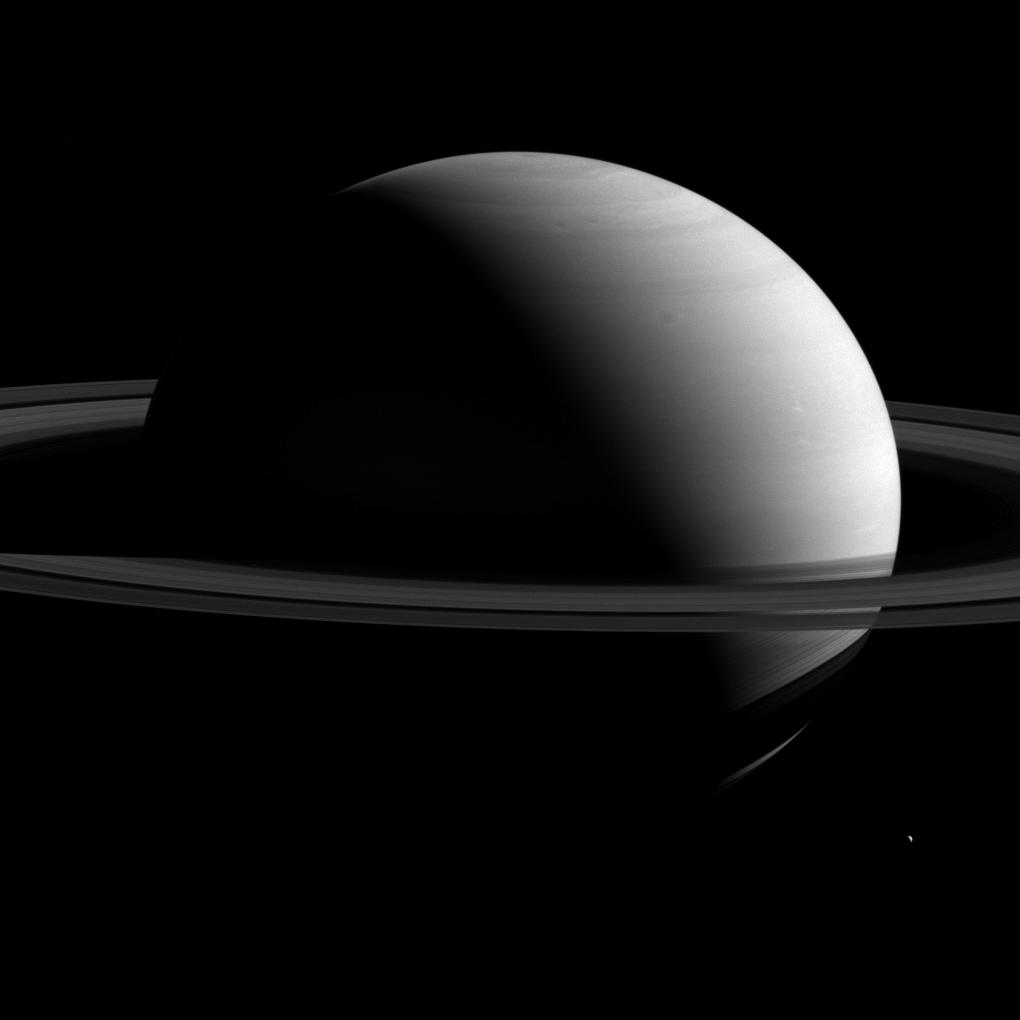
Tethys (dreapta jos) lângă Saturn și inelele sale

Compoziția extrem de bogată în apă a lui Tethys rămâne neexplicată. Condițiile din sub-nebuloasa saturniană probabil au favorizat conversia azotului molecular și a monoxidului de carbon în amoniac și, respectiv, metan.  Acest lucru poate explica parțial de ce sateliții saturnieni, inclusiv Tethys, conțin mai multă gheață decât corpurile exterioare ale Sistemului Solar, cum ar fi Pluto sau Triton, deoarece oxigenul eliberat de monoxidul de carbon ar reacționa cu hidrogenul formând apă.  Una dintre cele mai interesante explicații propuse este că inelele și sateliții interiori s-au acretat din scoarța bogată în gheață a unui satelit asemănător lui Titan înainte de a fi înghițit de Saturn. 
Procesul de acreție a durat probabil câteva mii de ani înainte ca satelitul să se formeze complet. Modelele sugerează că impacturile care însoțesc acreția au cauzat încălzirea stratului exterior al lui Tethys, atingând o temperatură maximă de aproximativ 155 K la o adâncime de aproximativ 29 km.  După sfârșitul formării din cauza conducției termice, stratul subteran s-a răcit și interiorul s-a încălzit.  Stratul de răcire aproape de suprafață sa contractat, iar interiorul sa expandat. Acest lucru a cauzat tensiuni de extensie puternice în scoarța lui Tethys, ajungând la estimări de 5,7 MPa, ceea ce a dus probabil la crăpare. 
Deoarece Tethys nu are un conținut substanțial de rocă, este puțin probabil ca încălzirea prin dezintegrarea elementelor radioactive să fi jucat un rol semnificativ în evoluția sa ulterioară.  Acest lucru înseamnă, de asemenea, că Tethys nu a suferit niciodată nicio topire semnificativă decât dacă interiorul său a fost încălzit de maree. Este posibil să fi avut loc, de exemplu, în timpul trecerii lui Tethys printr-o rezonanță orbitală cu Dione sau cu un alt satelit.  Cu toate acestea, cunoștințele actuale despre evoluția lui Tethys sunt foarte limitate.

## Explorare

Animație a rotației lui Tethys

Pioneer 11 a zburat pe lângă Saturn în 1979, iar cea mai mare apropiere de Tethys a fost de 329.197 km pe 1 septembrie 1979. 
La un an mai târziu, pe 12 noiembrie 1980, Voyager 1 a zburat la 415.670 km de Tethys.  Sonda sa spațială geamănă, Voyager 2, a trecut la 93.010 km de satelit pe 26 august 1981.    Deși ambele sonde spațiale au făcut imagini cu Tethys, rezoluția imaginilor lui Voyager 1 nu a depășit 15 km, iar doar cele obținute de Voyager 2 aveau o rezoluție de până la 2 km.  Prima formăm de relief descoperită în 1980 de Voyager 1 a fost Ithaca Chasma.  Mai târziu, în 1981, Voyager 2 a dezvăluit că aproape înconjoară satelitul, înconjurând 270°. Voyager 2 a descoperit și craterul Odysseus.  Tethys a fost satelitul Saturnian cel mai complet fotografiat de către sondele Voyager. 

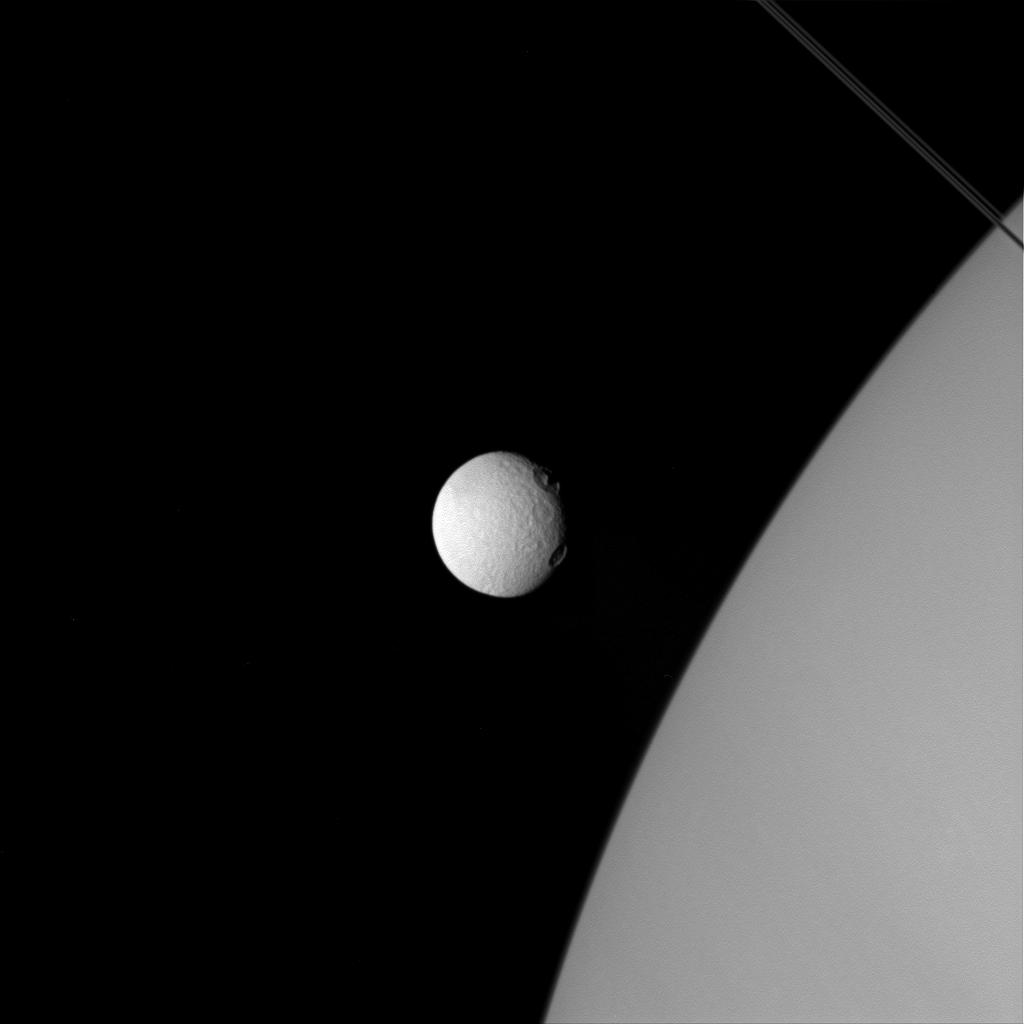
Tethys lângă Saturn (11 aprilie 2015).

Sonda spațială Cassini a intrat pe orbită în jurul lui Saturn în 2004. În timpul misiunii sale principale din iunie 2004 până în iunie 2008, a efectuat un zbor țintit foarte aproape al lui Tethys pe 24 septembrie 2005 la distanța de 1503 km. În plus față de acest zbor, nava spațială a efectuat multe zboruri nețintite în timpul misiunilor sale principale și echinocțiale din 2004, la distanțe de zeci de mii de kilometri.   
Un alt zbor al lui Tethys a avut loc pe 14 august 2010 (în timpul misiunii de solstițiu) la o distanță de 38.300 km, când al patrulea cel mai mare crater de pe Tethys, Penelope, care are 207 km lățime, a fost fotografiat.  Pentru misiunea de solstițiu din 2011–2017 au fost planificate mai multe zboruri nețintite. 
Observațiile lui Cassini au permis realizarea de hărți de înaltă rezoluție ale lui Tethys cu rezoluția de 0,29 km.  Nava spațială a obținut spectre de infraroșu apropiat ale lui Tethys rezolvate spațial, arătând că suprafața sa este formată din gheață amestecată cu un material întunecat,  în timp ce observațiile în infraroșu îndepărtat au constrâns albedo-ul bond bolometric.  Observațiile radar la lungimea de undă de 2,2 cm a arătat că regolitul de gheață are o structură complexă și este foarte poros.  Observațiile plasmei din vecinătatea lui Tethys au demonstrat că este un corp mort din punct de vedere geologic, care nu produce plasmă nouă în magnetosfera saturniană. 
Misiunile viitoare către Tethys și sistemul Saturn sunt incerte, dar o posibilitate este Titan Saturn System Mission.

## Quadrunghiuri

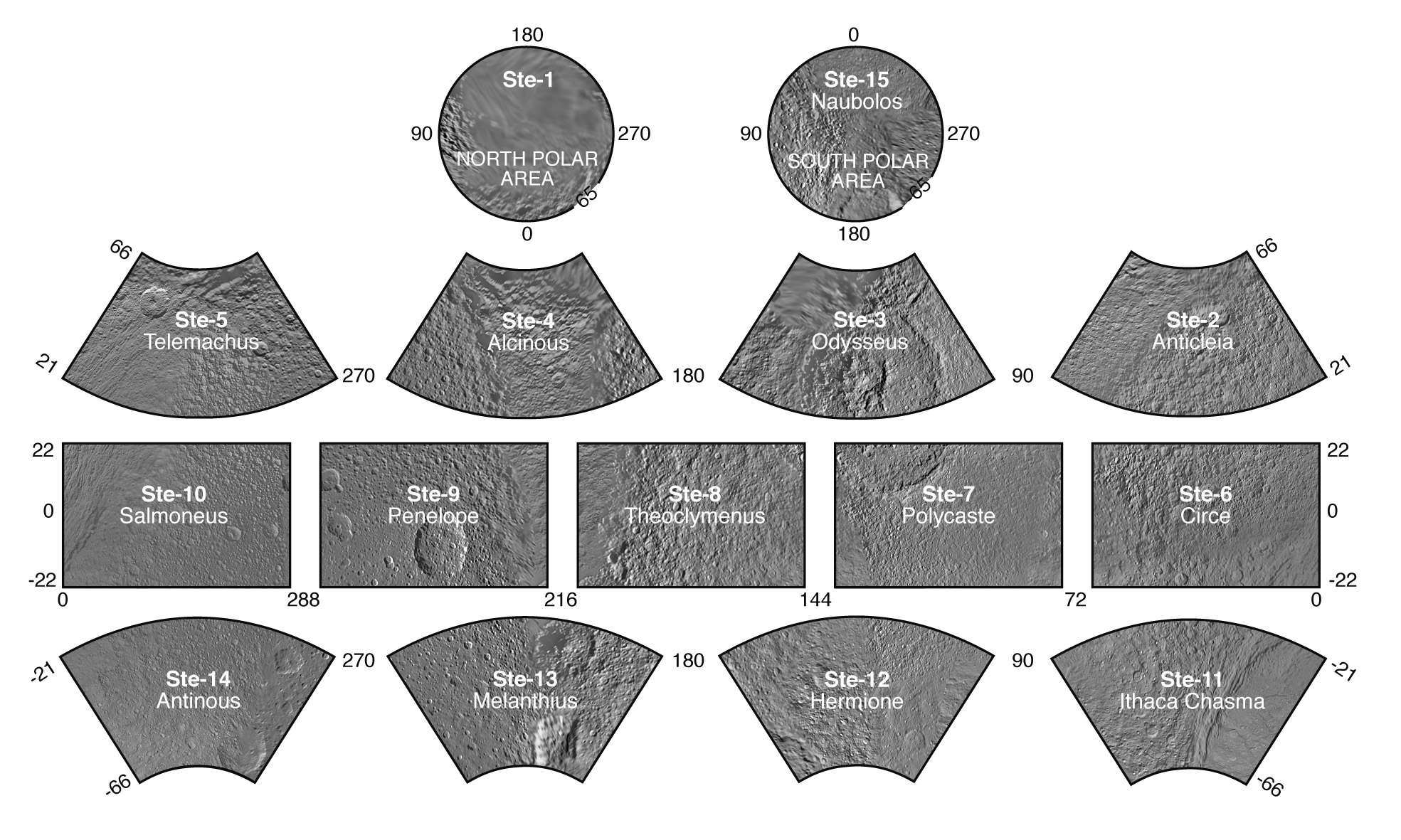
Quadrunghiurile lui Tethys

Tethys este împărțit în 15 quadrunghiuri:
1. North Polar Area
2. Anticleia
3. Odysseus
4. Alcinous
5. Telemachus
6. Circe
7. Polycaste
8. Theoclymenus
9. Penelope
10. Salmoneus
11. Ithaca Chasma
12. Hermione
13. Melanthius
14. Antinous
15. South Polar Area

## Citații
1. ↑  JPL (2009) Cassini Equinox Mission: Tethys
2. ↑  Jacobson 2010 SAT339.
3. ↑  Williams D. R. (22 februarie 2011). „Saturnian Satellite Fact Sheet”. NASA. Arhivat din original la 12 iulie 2014. Accesat în 16 septembrie 2014.
4. 1 2 3 4  Roatsch Jaumann et al. 2009, p. 765, Tables 24.1–2.
5. 1 2  Jacobson Antreasian et al. 2006.
6. ↑  Jaumann Clark et al. 2009, p. 659.
7. 1 2  Verbiscer French et al. 2007.
8. ↑  Jaumann Clark et al. 2009, p. 662, Table 20.4.
9. 1 2  Howett Spencer et al. 2010, p. 581, Table 7.
10. 1 2 3 4  Stone & Miner 1982.
11. ↑  Observatorio ARVAL.
12. 1 2 3 4  Van Helden 1994.
13. ↑  Price 2000, p. 279.
14. ↑  Cassini 1686–1692.
15. ↑  Lassell 1848.
16. ↑  "Tethys". Oxford English Dictionary. Oxford University Press. 2nd ed. 1989.
17. 1 2  Matson Castillo-Rogez et al. 2009, pp. 604–05.
18. ↑  Khurana Russell et al. 2008, pp. 466–67.
19. 1 2  Thomas Burns et al. 2007.
20. ↑  Hussmann Sohl et al. 2006.
21. 1 2 3  Ostro West et al. 2006.
22. 1 2 3  Filacchione Capaccioni et al. 2007.
23. ↑  Jaumann Clark et al. 2009, pp. 651–654.
24. ↑  Jaumann Clark et al. 2009, pp. 654–656.
25. ↑  Carvano Migliorini et al. 2007.

Hartă în culoare îmbunătățită (27,2 MB) care arată înroșirea emisferei posterioare (stânga) și banda albăstruie pe emisfera anterioară

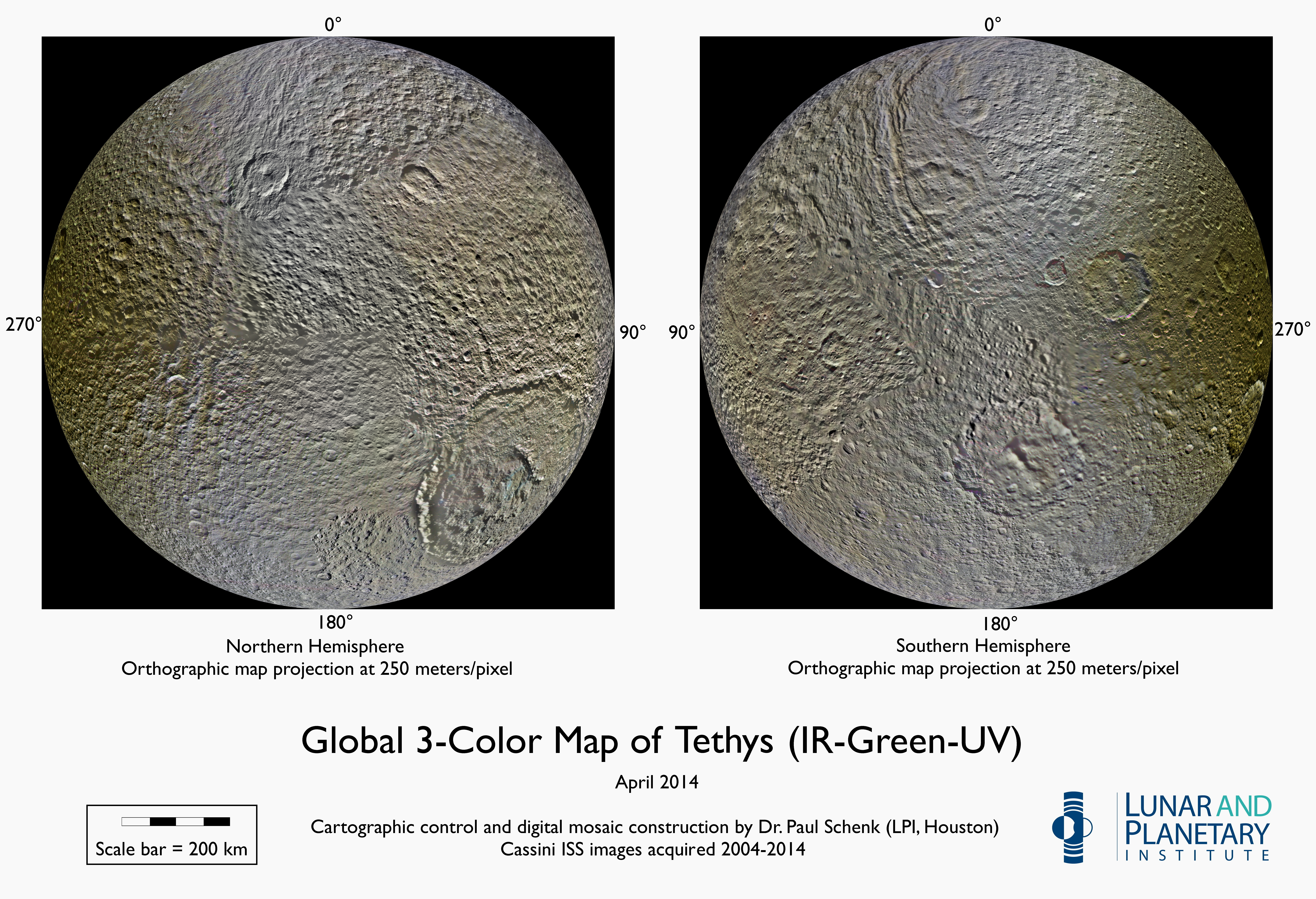
Hărți în culoare îmbunătățită cu emisfera nordică și sudică

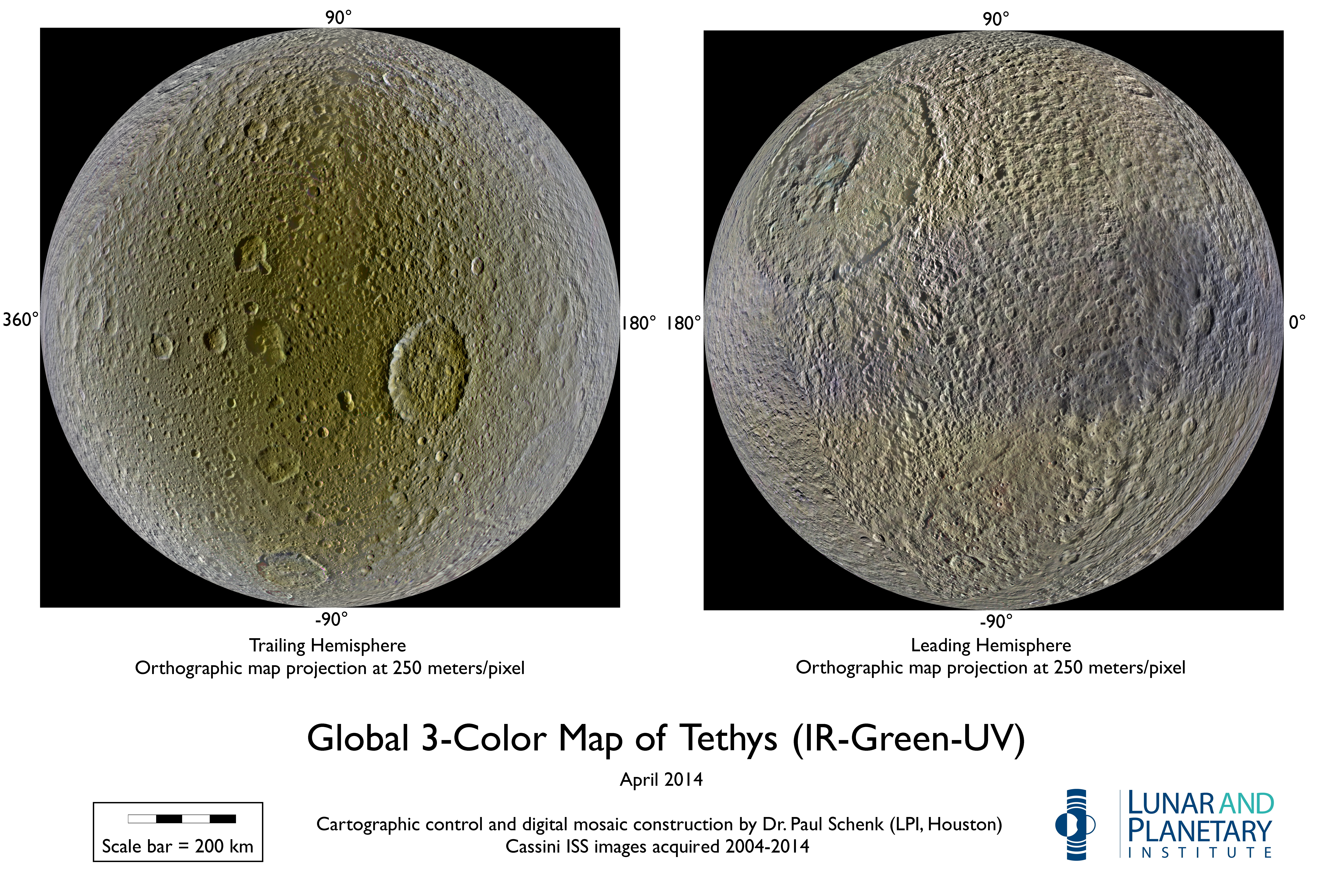
Hărți în culoare îmbunătățită cu emisfera posterioară și anterioară

26. 1 2  Schenk Hamilton et al. 2011, pp. 740–44.
27. ↑  Schenk Hamilton et al. 2011, pp. 750–53.
28. ↑  Schenk Hamilton et al. 2011, pp. 745–46.
29. ↑  Schenk Hamilton et al. 2011, pp. 751–53.
30. ↑  „Cassini Finds a Video Gamers' Paradise at Saturn”. NASA. 26 noiembrie 2012. Accesat în 26 noiembrie 2012.
31. 1 2 3 4 5 6  Moore Schenk et al. 2004, pp. 424–30.
32. 1 2  Jaumann Clark et al. 2009, pp. 645–46, 669.
33. ↑  Chen & Nimmo 2008.
34. ↑  Jaumann Clark et al. 2009, pp. 650–51.
35. ↑  Jaumann Clark et al. 2009, p. 642.
36. 1 2  Dones Chapman et al. 2009, pp. 626–30.
37. ↑  Giese Wagner et al. 2007.
38. ↑  Johnson & Estrada 2009, pp. 59–60.
39. ↑  Matson Castillo-Rogez et al. 2009, pp. 582–83.
40. 1 2  Johnson & Estrada 2009, pp. 65–68.
41. ↑  Canup 2010.
42. ↑  Squyres Reynolds et al. 1988, p. 8788, Table 2.
43. ↑  Squyres Reynolds et al. 1988, pp. 8791–92.
44. ↑  Hillier & Squyres 1991.
45. ↑  Matson Castillo-Rogez et al. 2009, p. 590.
46. ↑  Muller, Pioneer 11 Full Mission Timeline.
47. 1 2  Stone & Miner 1981.
48. 1 2  Muller, Missions to Tethys.
49. ↑  Voyager Mission Description.
50. ↑  Jaumann Clark et al. 2009, pp. 639–40, Table 20.2 at p. 641.
51. ↑  Seal & Buffington 2009, pp. 725–26.
52. ↑  Cook 2010.
53. ↑  Cassini Solstice Mission.
54. ↑  Roatsch Jaumann et al. 2009, p. 768.
55. ↑  Khurana Russell et al. 2008, pp. 472–73.